# Joaquín Costa Prat
Joaquín Costa Prat (Badalona, Cataluña, 16 de junio de 1953) es un exentrenador de baloncesto español. Presidió el CB Gran Canaria desde el año 2011 hasta el 2016

## Trayectoria
- 1975/76 Ademar de Badalona. Equipo Juvenil. Entrenador.
- 1975/76 Ademar de Badalona. Equipo Junior. Entrenador.
- 1976/77 Ademar de Badalona. Equipo Senior. Entrenador.
- 1977/78 Compañía de María de Zaragoza. 1.ª división femenina. Entrenador.
- 1978/79 U.D.R. Montgat. Equipo Junior. Entrenador.
- 1979/80 Cotonificio de Badalona. Equipo Junior. Entrenador.
- 1979/80 Cotonificio de Badalona. Equipo Senior. Entrenador-Ayudante. Con Aíto García Reneses de Entrenador.
- 1980/81 Club Joventut de Badalona.  Equipo Junior. Entrenador.
- 1980/81 Club Joventut de Badalona.  Equipo Senior. Entrenador-Ayudante. Con Manel Comas de entrenador.
- 1981/82 Club Joventut de Badalona.  Equipo Junior. Entrenador.
- 1981/82 Club Joventut de Badalona. Entrenador desde la 9.ª jornada hasta el final de temporada.
- 1982/83 FC Barcelona. Equipo Senior. Entrenador-Ayudante. Con Antonio Serra de Entrenador.
- 1983/84 FC Barcelona. Equipo Junior. Entrenador.
- 1984/85 CB Zaragoza. Equipo Senior. Entrenador-Ayudante. Con Rudy D´Amico de entrenador.
- 1984/85 CB Zaragoza. Categorías de base. Director Técnico.
- 1985/90 Club Baloncesto Gran Canaria. Entrenador.
- 1979/87 Selección Nacional Junior. Entrenador-ayudante. Con Ignacio Pinedo de seleccionador.
- 1990/93 Selección Nacional Junior y Selección Nacional Sub-22. Seleccionador.
- 1993/94 FC Barcelona. Director Técnico de las categorías de base y 2.º entrenador-ayudante del Equipo Senior. Con Aíto García Reneses de Entrenador.
- 1994/95 CB Breogán. Entrenador. Desde la 18.ª Jornada hasta final de temporada.
- 1995/96 Club Joventut de Badalona. Entrenador. Hasta la jornada 19.
- 2011/15 Club Baloncesto Gran Canaria. Presidente.